# سرجیو کودونیاتو
سرجیو کودونیاتو (انگلیسی: Sergio Codognato؛ زادهٔ ۳ آوریل ۱۹۴۴ – درگذشته ۲ اوت ۲۰۲۴) بازیکن فوتبال اهل ایتالیا بود.
از باشگاه‌هایی که در آن بازی کرده‌است می‌توان به باشگاه فوتبال اینتر میلان، باشگاه فوتبال مودنا، باشگاه فوتبال کوزنتسا کالچو، باشگاه فوتبال آلساندریا، باشگاه فوتبال سالرنیتانا، و باشگاه فوتبال کاتانیا اشاره کرد.